# Тьянгистенко
Тьянгистенко (исп. Tianguistenco) — муниципалитет в Мексике, входит в штат Мехико. Население — 64 356 человек.

## История
Город основан в 2008 году.